# 물도리동
"물도리동"(Muldori Village)은 대한민국에서 제작된 이두용 감독의 1979년 영화이다. 한지일 등이 주연으로 출연하였고 곽정환 등이 제작에 참여하였다.

## 출연

### 주연
- 한지일
- 김영란
- 현길수
- 신우철
- 정규영

### 조연
- 한태일

## 기타
- 원작자: 허규
- 조명: 고해진
- 녹음: 유창국
- 미술: 이봉선
- 소품: 우종삼